# Виле Лајунен
Виле Лајунен (фин. Ville Lajunen; 8. март 1988, Хелсинки, Финска) професионални је фински хокејаш на леду који игра на позицији одбрамбеног играча.
Тренутно игра за екипу ХК Јокерит која се такмичи у Континенталној хокејашкој лиги (КХЛ) (од сезоне 2014/15).
Са сениорском репрезентацијом Финске освојио је сребрну медаљу на Светском првенству 2014. у Минску.
Његов млађи брат Јани Лајунен такође је професионални фински хокејаш и светски првак са СП 2011.

## Каријера
Лајунен је играчку каријеру започео у млађим секцијама хокејашког клуба Блуз Еспо, а потом исту наставио у првом тиму у чијим редовима је остао све до новембра 2011. године. Са Еспом је у два наврата играо у финалу финског првенства, у сезонама 2007/08. и 2010/11. Током сезоне 2010/11. одиграо је чак 78 утакмица уз учинак од 10 голова и 24 асистенције, што му је донело признање за најефикаснијег одбрамбеног играча лиге. За екипу Еспоа укупно је одиграо 249 утакмица, са учинком од 122 бода (28 голова и 94 асистенције), што је врхунска статистика за одбрамбеног играча. 
Средином новембра 2011. напушта фински тим и потписује уговор са руским КХЛ лигашем Металургом из Магнитогорска.
Потом је наредне две сезоне провео у редовима шведске екипе Фарјестад са којом је у сезони 2013/14. освојио сребрну медаљу у шведској лиги. Од сезоне 2014/15. наступа за фински Јокерит у КХЛ лиги.

### Репрезентативна каријера
За репрезентацију је дебитовао на светском првенству за играче до 20 година 2008, на којем је селекција Финске освојила 6. место, а сам Лајунен је на 6 одиграних утакмица остварио учинак од 3 асистенције.
Први значајнији наступ за сениорску репрезентацију остварио је на Светском првенству 2014. у Белорусији, где је освојио сребрну медаљу. На том турниру Лајунен је одиграо свих 10 утакмица забележивши 2 асистенције.